# J.L. Parks
John Leonard Parks, detto J.L. (Paoli, 3 aprile 1927 – Houston, 13 marzo 2018), è stato un cestista statunitense.

## Carriera
Dopo aver giocato alla Paoli High School, venne reclutato da Oklahoma State dove giocò a livello NCAA, vincendo il titolo nel 1945 e nel 1946.
Al termine del college giocò nella AAU con i Denver Chevrolets.
Con gli Stati Uniti ha disputato il Campionato del mondo del 1950, vincendo la medaglia d'argento.

## Palmarès
- 2 volte campione NCAA (1945, 1946)